# Fabrizio Schembri
Fabrizio Schembri (ur. 27 stycznia 1981 w Saronno) – włoski lekkoatleta specjalizujący się w trójskoku.

## Osiągnięcia
- brąz igrzysk wojska (Katania 2003)
- 3. miejsce podczas Superligi Pucharu Europy (Annecy 2008)
- 3. lokata na drużynowych mistrzostwach Europy (Leiria 2009)
- złoty medal igrzysk śródziemnomorskich (Pescara 2009)
- 8. miejsce w mistrzostwach Europy (Barcelona 2010)
- 1. miejsce podczas superliga drużynowych mistrzostw Europy (Sztokholm 2011)
- brązowy medal igrzysk śródziemnomorskich (Mersin 2013)
- 8. miejsce podczas mistrzostw świata (Moskwa 2013)
- 12. miejsce na mistrzostwach Europy (Zurych 2014)
- złoty medalista mistrzostw kraju

## Rekordy życiowe
- trójskok – 17,27 (2009)
- trójskok (hala) – 17,12 (2009)